# Cremps
Cremps település Franciaországban, Lot megyében. Lakosainak száma 389 fő (2022. január 1.). Cremps Aujols, Concots, Escamps, Esclauzels, Laburgade és Lalbenque községekkel határos.

## Népesség
A település népességének változása:
| Lakosok száma | 206  | 221  | 229  | 299  | 358  | 364  | 361  | 360  | 366  | 389  |
|               | 1968 | 1982 | 1990 | 2006 | 2013 | 2015 | 2017 | 2019 | 2020 | 2022 |